# 小林裕平
小林 裕平（こばやし ゆうへい）は、日本のドラマー、音楽プロデューサー。神奈川県伊勢原市出身。

## 人物
- Li-Luckのsecretに初めてDTMを教えた[要出典]。
- 2018年9月よりLINE株式会社に就職している[1]。